# Nadia Anjuman
Nadia Anjuman (Herat, 1980 - ibídem, 4 de noviembre de 2005) fue una poeta y periodista afgana, asesinada a golpes por su esposo, Farid Anjuman, y los familiares de este.

## Biografía
Era la sexta hija de una familia numerosa. Terminó la escuela secundaria a pesar de dos años de interrupción debido a que el régimen talibán prohibía que las mujeres aprendieran a leer y escribir.
Para los talibanes, incluso si un padre le enseñaba a escribir a su hija, sería condenado a la pena de muerte. Las mujeres tenían prohibido trabajar, estudiar y reírse en voz alta. Solo se les permitía coser y bordar. Anjuman y otras jóvenes pertenecían a los Círculos de Costura de Herat, y se reunían tres veces a la semana en la Escuela de Costura la Aguja de Oro, en la casa del profesor Rahyab (de sesenta años en esa época) a estudiar literatura, usando la costura como tapadera para ello y poniendo en riesgo sus vidas. Anjuman y sus compañeras estudiaban a escritores prohibidos como William Shakespeare, Honoré de Balzac,Fiódor Dostoevsky, Charles Dickens, León Tolstoy, James Joyce y Nabokov.Si hubieran sido atrapadas, el régimen talibán las hubiera condenado a ser ahorcadas.
En esa época tuvo que luchar contra los deseos de sus padres de unirla en matrimonio: «Creo que he tenido bastante éxito. Se supone que aquí las niñas se casan a los 14 o 15 años de edad».F inalmente sus padres la obligaron a casarse con Farid Ahmad Majid Mia [o Nia], licenciado en Literatura, conferenciante de Filología y empleado administrativo en la facultad de Literatura de la Universidad de Herat.
En 2005, mientras aún era una estudiante en la Universidad de Herat, pudo publicar su primer libro: Gol-e dudi (‘flor ahumada’) o quizá Gul-e-dodi (‘flor roja oscura’), que fue popular en Afganistán, Pakistán e incluso en Irán.
La poesía describía la opresión que sufren las mujeres afganas. Un fragmento de uno de los poemas de Nadia Anjuman dice:

Estoy enjaulada en esta esquina
llena de melancolía y pena...
Mis alas están cerradas y no puedo volar.
Soy una mujer afgana y debo lamentarme.

La periodista y escritora Christina Lamb, experta en temas de la mujer en Afganistán, escribió un libro acerca de los Círculos de Costura de Herat, a los que pertenecía Anjuman.

Sus amigas dijeron que sus familiares estaban furiosos, porque creían que una mujer que publicara poesía acerca del amor y la belleza traía oprobio a la familia.
Christina Lamb

El 4 de noviembre de 2005, la policía encontró su cuerpo en su casa, en la ciudad occidental de Herat. Poco después, el funcionario superior de la policía, Nisar Ahmad Paikar, indicó que su esposo había confesado haberla golpeado, pero no haberla asesinado. Él sostuvo que la joven se habría suicidado.
Se informó que Nadia murió como resultado de un corte en la cabeza. La sangre que vomitó podría ayudar a determinar la causa de su fallecimiento, publicó la agencia de noticias Pajhwok. Los familiares de Nadia Anjuman ―los mismos que, junto con su esposo, son sospechosos de la golpiza― lograron impedir que se llevara a cabo la autopsia correspondiente. Su suegra y su esposo fueron encarcelados.
Desde la prisión, el esposo de Anjuman insistió en que él no era culpable del asesinato: «No he matado a Nadia. ¿Cómo iba a matar a alguien a quien yo amaba? Tuvimos una pequeña discusión y solo le di una bofetada en el rostro, una sola vez. Se fue a otra habitación y cuando volvió me dijo que había tomado veneno. Me dijo que me perdonaba por abofetearla y me suplicó: “No le digas a nadie que tomé veneno; diles que morí de un ataque al corazón”». Maria Bashir, fiscal de la ciudad de Herat, se muestra escéptica: «Una de las razones por las que se sospecha del esposo es que no la llevara al hospital sino hasta cuatro horas después de darle una paliza». Además, tanto su marido como otros familiares de Anjuman no permitieron que los médicos llevaran a cabo una autopsia, pese a presentar una gran herida en el cráneo, impidiendo así averiguar la causa de la muerte de la escritora.
«Se había convertido en una gran poetisa en persa», declaró Ahmed Said Haghighi, presidente del Círculo Literario de Herat, fundado en 1920. Fue Haghighi quien ideó la treta de utilizar las clases de costura como una cubierta para enseñar a las mujeres, después de que los talibanes no solo cerraron todas las escuelas para niñas, sino que también comenzaron a destruirlas para construir mezquitas en su lugar.
Las Naciones Unidas condenaron su muerte al poco tiempo:

La muerte de Nadia Anjuman, según lo divulgado, es de hecho trágica y una gran pérdida para Afganistán... Necesita ser investigada y cualquiera que sea encontrado responsable deberá ser tratado dentro de una corte formal de leyes". Un oficial llamado Paikar confirmó que el esposo de Nadia de hecho ya tenía cargos en su contra.
Adrian Edwards, vocero de la ONU

Miles de simpatizantes asistieron al funeral de Nadia Anjuman en el cementerio de Herat. Su obra sigue siendo popular en países persa hablantes, entre jóvenes de ambos sexos.
A Anjuman le sobrevive un hijo, Bahram Saíd, que en el momento de su muerte tenía seis meses.